# 黄育贤
黄育贤（1902年—1990年），男，江西崇仁人，中国水利发电专家，曾任第二、三、四、五届全国政协委员。